# 隠れ切支丹鏡
隠れ切支丹鏡（かくれキリシタンきょう）は、魔鏡の技術によってキリスト像を内部に隠した銅鏡である。キリシタン魔鏡とも呼ばれる。4代目山本冨士夫が所在を突き止め復元した。ただし、実際に隠れキリシタンが信仰に用いたという事実は無いとされる。

## 概要
隠れキリシタンが弾圧を避けてキリスト教を信仰するために、これを隠し持ったとされている。光を反射させることによって、内部に隠されたキリストや聖母マリアの像をスクリーンに投影することができる。
一例として、福岡県福岡市にある西南学院大学は、神学部に保存されていた隠れ切支丹鏡を西南学院大学博物館に展示していた。京都の牧師から同大学に寄贈されたとも京都の古物屋で購入されたともされ、直径21.2cm、厚さ4mmの銅鏡である。背面に松に鶴を描いた和鏡だが、鏡面の中央に磔刑のキリスト、その右下にキリストを拝む横向きの聖母が浮かび上がる。しかし2017年段階で同博物館は「実際に魔鏡を信仰具として使用した事実は確認できていない。」としており、関連する職人や商人の存在も判明していないことから、隠れキリシタンの資料としていない。
また、神奈川県中郡大磯町にあるエリザベス・サンダースホームの澤田美喜記念館も、キリスト像が映し出される魔鏡を所蔵している。
1974年、無形文化財保持者の山本真治（凰龍）が、悪用を危惧して先代が途絶えさせた魔鏡の復元に成功。1990年には切支丹魔鏡をローマ法王に献上した。さらに2014年には、山本富士夫が製作した切支丹魔鏡がローマ法王に献上された。